# Верхи (Жабинківський район)
Верхи (біл. Вярхі) — село в Білорусі, у Жабинківському районі Берестейської області. Орган місцевого самоврядування — Степанківська сільська рада.

## Історія
У 1921 році село входило до складу гміни Житин Берестейського повіту Поліського воєводства Польської Республіки.

## Населення
За переписом населення Білорусі 2009 року чисельність населення села становила 81 особа.
Станом на 10 вересня 1921 року в селі налічувалося 42 будинки та 170 мешканців, з них:
- 73 чоловіки та 97 жінок;
- 170 православних;
- 170 українців (русинів).